# Jugendarbeit im Orden
Die Jugendarbeit im Johanniterorden (auch genannt Jugend im Orden oder Junge Johanniter) ist eine Gemeinschaft von Menschen zwischen 18 und 40 Jahren, die dem Geist des Johanniterordens nahestehen. 
Die Jugend im Orden ist inhaltlich und personell stark mit dem Johanniterorden und somit auch mit der Evangelischen Kirche verbunden.
Sie machen es sich zu ihrer vornehmlichen Aufgabe, karitative Projekte für benachteiligte oder behinderte Kinder und Jugendliche in Eigenregie durchzuführen. Der Schwerpunkt liegt hierbei auf mehreren 3- bis 14-tägigen Sommercamps, zumeist in Deutschland.
Zugleich bietet die Jugend im Orden in verschiedenen Städten Deutschlands Vortragsreihen an mit Referenten aus Kirche, Politik, Wirtschaft und Gesellschaft. 
Auch führt die Jugend im Orden regelmäßig und bundesweit Einkehrtagungen für ihre Mitstreiter durch. Hier bietet sich die Möglichkeit, sich mit christlichen Themen intensiv zu befassen.
Die Jugendarbeit des Ordenswerkes Johanniter-Unfall-Hilfe (JUH) ist in der Johanniter-Jugend zusammengefasst.